# Gunung Jamurpisang
Gunung Jamurpisang är ett berg i Indonesien.   Det ligger i provinsen Aceh, i den västra delen av landet, 1 600 km nordväst om huvudstaden Jakarta. Toppen på Gunung Jamurpisang är 1 571 meter över havet, eller 100 meter över den omgivande terrängen. Bredden vid basen är 3,4 km.
Terrängen runt Gunung Jamurpisang är kuperad.Runt Gunung Jamurpisang är det ganska glesbefolkat, med 42 invånare per kvadratkilometer. I omgivningarna runt Gunung Jamurpisang växer i huvudsak städsegrön lövskog.